# Petras Avižonis

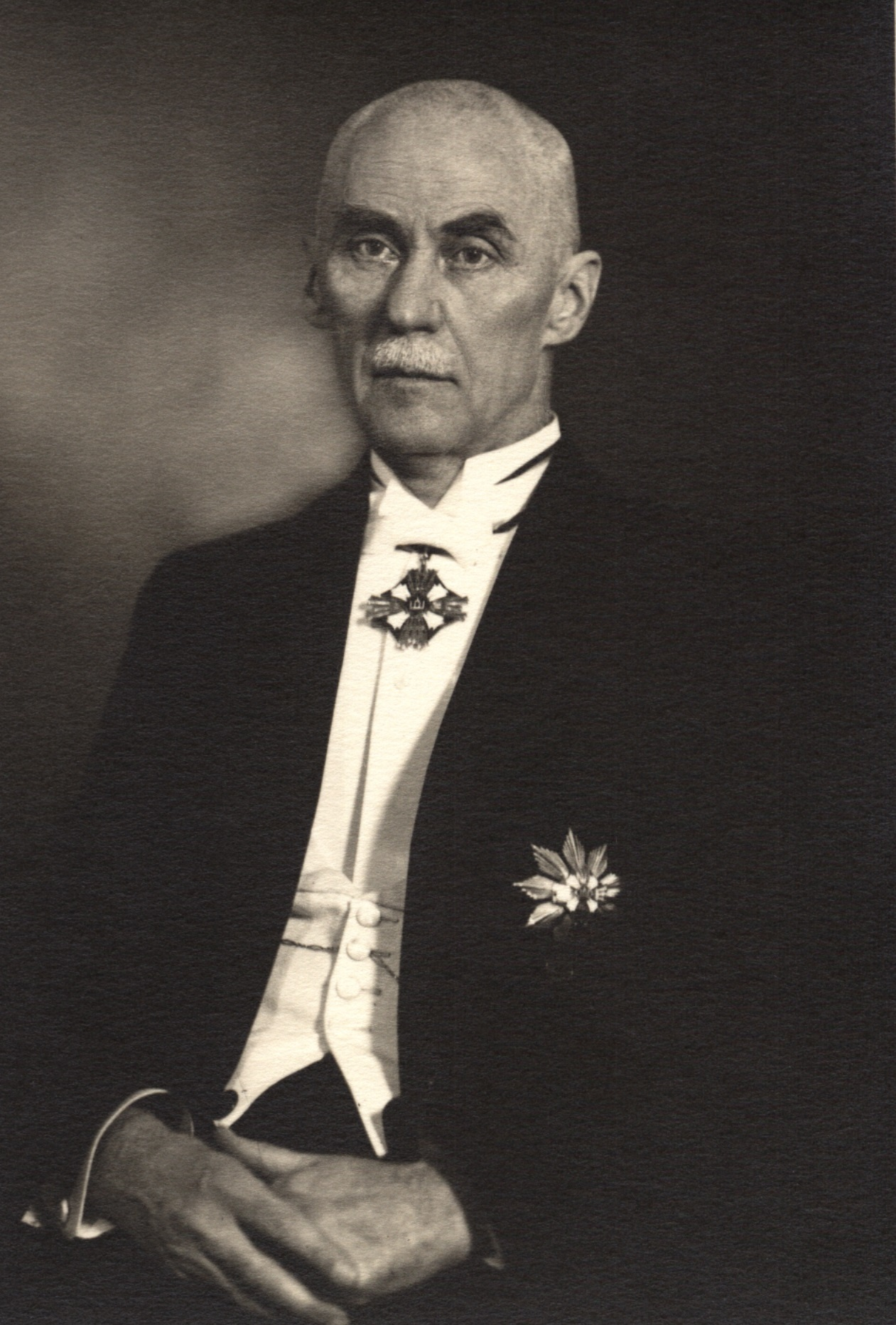

Petras Avižonis (ur. 17 kwietnia 1875 w Pasvalys, zm. 17 października 1939 w Kownie) – litewski lekarz okulista, działacz społeczny, polityk i profesor.
W 1894 roku ukończył gimnazjum w Mitawie, gdzie założył m.in. litewskie towarzystwo "Kūdikis". Po opuszczeniu murów szkoły podjął naukę na Wydziale Przyrodniczym Uniwersytetu Petersburskiego, jednak tytuł magistra uzyskał na Uniwersytecie Dorpackim (1900). W 1914 roku uzyskał tytuł doktora na tej uczelni, po czym zatrudnił się jako lekarz w Ariogale, Żagarach, Szawlach i Kownie.
W czasie I wojny światowej przebywał w Moskwie, gdzie związał się z lokalną socjaldemokracją. Po powrocie na Litwę w 1918 roku kontynuował praktykę lekarską. Wstąpił do partii komunistycznej, jednak po kilku miesiącach przeszedł do litewskiej partii socjalistycznej.
W latach 1920–22 współorganizował tzw. wyższe kursy naukowe w Kownie wykładając medycynę. Od 1922 do 1923 roku kierował Wydziałem Medycyny Uniwersytetu Litewskiego w Kownie. W latach 1925–26 był rektorem tej uczelni.
Współpracował z pismami "Kultūra" i "Naujoji Gadynė".